# Sivapithecus parvada
Sivapithecus parvada é uma espécie do gênero Sivapithecus. Foi descrita em 1988 e é significativamente maior que as outras duas espécies de Sivapithecus. Viveu há aproximadamente 10 milhões de anos atrás.